# شندل
شندل، روستایی است از توابع بخش مرکزی شهرستان هیرمند در استان سیستان و بلوچستان است.
این روستا در دهستان مارگان قرار دارد و بر اساس سرشماری سال ۱۳۹۵ جمعیت آن (۱۷۰ خانوار) ۹۸۶ نفر
بوده‌است.